# Opisthosyllis ankylochaeta
Opisthosyllis ankylochaeta är en ringmaskart som beskrevs av Fauvel 1921. Opisthosyllis ankylochaeta ingår i släktet Opisthosyllis och familjen Syllidae.
Artens utbredningsområde är Madagaskar. Inga underarter finns listade i Catalogue of Life.